# 粉川町
粉川町（こかわちょう）は、大阪府大阪市中央区の町名。丁番を持たない単独町名である。

## 地理
大阪市中央区の北部に位置。北は内久宝寺町、南は神崎町・十二軒町、東は谷町五丁目、西は松屋町住吉とそれぞれ接する。
地内西側の神崎町との境には南大江公園があり、坂口王子跡や現在は此花区へと移った朝日神明宮跡がある。

## 歴史
1872年（明治5年）に聚楽町、松山町の北部を粉川町に編入し、現在の町域となった。
江戸初期には聚楽町と粉川町が北聚楽町1 - 2丁目、松山町が西聚楽町、神崎町が南聚楽町、駿河町が中聚楽町と呼ばれており、聚楽第の一部を移設したことによる。

## 世帯数と人口
2019年（平成31年）3月31日現在の世帯数と人口は以下の通りである。
| 町丁   | 世帯数  | 人口    |
| ------ | ------- | ------- |
| 粉川町 | 694世帯 | 1,279人 |

### 人口の変遷
国勢調査による人口の推移。
| 1995年（平成7年）  | 1,217人 | [ 7 ]  |  |
| 2000年（平成12年） | 1,144人 | [ 8 ]  |  |
| 2005年（平成17年） | 1,318人 | [ 9 ]  |  |
| 2010年（平成22年） | 1,191人 | [ 10 ] |  |
| 2015年（平成27年） | 1,271人 | [ 11 ] |  |

### 世帯数の変遷
国勢調査による世帯数の推移。
| 1995年（平成7年）  | 587世帯 | [ 7 ]  |  |
| 2000年（平成12年） | 582世帯 | [ 8 ]  |  |
| 2005年（平成17年） | 681世帯 | [ 9 ]  |  |
| 2010年（平成22年） | 666世帯 | [ 10 ] |  |
| 2015年（平成27年） | 663世帯 | [ 11 ] |  |

## 事業所
2016年（平成28年）現在の経済センサス調査による事業所数と従業員数は以下の通りである。
| 町丁   | 事業所数 | 従業員数 |
| ------ | -------- | -------- |
| 粉川町 | 36事業所 | 264人    |

## 施設
- 大阪古書会館
- 南大江公園
- 水呑地蔵尊

## 交通

### 鉄道
- 最寄り駅はOsaka Metroの松屋町駅および谷町六丁目駅。

## その他

### 日本郵便
- 〒540-0018[5]（集配局：大阪東郵便局[13]）